# Ascalapha odorata
La mariposa de la muerte, mariposa negra, muertera, ratón viejo o ura (Ascalapha odorata) es una especie de lepidóptero ditrisio de la familia Erebidae.

## Descripción
Las hembras pueden superar los 19 cm de largo. La parte superior de sus alas es café con pequeños rastros de morado y rosado. Los machos son más pequeños y oscuros. Ambos llevan marcas en las alas con forma de 9 o de coma, y se alimenta principalmente en zonas tropicales de plátanos y mezquite. Debido a su aspecto lúgubre, esta especie se caracteriza por inspirar cierto temor y miedo, los cuales se prestan a las supersticiones, a pesar de ser completamente inofensiva.

## Distribución
Esta especie de mariposa nocturna nativa de América, vive desde los Estados Unidos (especialmente en el sur del país) hasta Argentina, y aparentemente ha sido introducida en Hawái. Esta especie también es migratoria ya que puede verse ocasionalmente en Canadá, la mayoría de los estados de los Estados Unidos, e incluso en Chile.

## Taxonomía
Ascalapha odorata fue descrita por Carlos Linneo y publicado en Systema naturæ de 1758.
Su nombre científico, Ascalapha odorata, proviene del demonio Ascálafo, el horticultor de Hades, el rey del inframundo en la mitología griega.

## Supersticiones
En el folclore de muchos lugares y culturas de América, se asocia con la muerte, la desgracia, el mal agüero o la tragedia.
Ha sido llamada con nombres relativos a la muerte desde tiempos prehispánicos. En las creencias mesoamericanas, se le asociaba con la muerte y el mal agüero. En náhuatl sus nombres eran mictlanpapalotl (mariposa del país de los muertos), micpapalotl (mariposa de la muerte), miquipapalotl (mariposa de mala suerte) o tetzahupapalotl (mariposa del espanto). En maya sus nombres eran mahaná, x'mahana o x'mahan hah (morador de casa ajena o inquilino). En inglés la llaman black witch (bruja negra).
En Hawái representa a los difuntos que regresan a despedirse. En las Bahamas se conocen como "polillas de dinero", ya que existe la idea de que si se posan sobre tu cuerpo, te traerán dinero. En Texas, si se posa sobre el dintel de una casa, la superstición dicta que el dueño de la misma ganará en breve la lotería. En Venezuela se les conocen simplemente como taras, taras bruja o taras maraqueras y en Colombia se les llama brujas, puesto que se consideraba que eran las almas encarnadas de hechiceras a quienes se les había prohibido entrar al paraíso. 
En Ecuador (especialmente, en la serranía ecuatoriana) se las llama tandacuchi o masho y en Perú, taparacuy o taparaco; estos países comparten la creencia de que si esta mariposa, mensajera de la muerte, aparece en una casa, alguien morirá muy pronto.
En Paraguay, este insecto es mayormente conocido como ura, y existe la creencia popular de que esta mariposa orina y deja gusanos en la piel de las personas y animales. Esto es falso, esta mariposa resulta ser completamente inofensiva para el ser humano. El insecto que deposita huevos en la piel y cuyas larvas se incrustan en la carne es el colmoyote o tornillo (Dermatobia hominis) En Argentina a esta mosca se la llama correctamente ura, quizás de ahí la confusión.
En Chile se le llama polilla de la muerte y se considera un visitante ocasional en el país, con recolecciones en la Zona Norte.
En Cuba se le conoce con la voz taína tatagua, o mariposa bruja, y la leyenda cuenta que son portadoras de advertencia para las madres que descuiden a sus hijos, pues la primera tatagua fue una mujer taína que fue castigada a tener esa forma por un genio del mal por dejar solos a sus hijos para ir a bailar.